# Huécija
Huécija – gmina w Hiszpanii, w prowincji Almería, w Andaluzji, o powierzchni 19,02 km². W 2011 roku gmina liczyła 519 mieszkańców.